# Trichauxa fusca
Trichauxa fusca är en skalbaggsart som beskrevs av Stefan von Breuning 1957. Trichauxa fusca ingår i släktet Trichauxa och familjen långhorningar.
Artens utbredningsområde är Madagaskar. Inga underarter finns listade i Catalogue of Life.